# Bordány
Bordány es un pueblo húngaro perteneciente al distrito de Mórahalom, condado de Csongrád-Csanád.

## Superficie
Cuenta con una superficie de 36,48 km².

## Demografía
Hasta 2024 la población era de 3223 habitantes, con una densidad de población de 88,34 hab/km².
| Gráfica de evolución demográfica de Bordány entre 2020 y 2024 |
|                                                               |
| Datos según la Oficina Central de Estadística de Hungría.     |